# Teresa Estruch
Teresa Estruch Mestres (Masquefa, Barcelona, el 19 de septiembre de 1957) es una política española, diputada al Parlamento de Cataluña en la VII y VIII legislaturas.

## Biografía
Titulada en auxiliar técnica sanitaria por la Escuela Enfermería Hospital de Igualada. De 1972 a 1976 trabajó como auxiliar administrativa en Masquefa y de 1979 a 1994 en el Hospital Comarcal de Igualada. De 1994 a 2002 ha trabajado de enfermera en los Servicios de Bioquímica y Microbiología del Consorcio Laboratorio Anoia. También ha sido miembro del comité de empresa del Hospital Comarcal Igualada por el SATSE.
Militante del PSC-PSOE, en las elecciones municipales españolas de 1991 y 1995 fue escogida regidora del ayuntamiento de Masquefa. En las elecciones municipales españolas de 1999 y 2003 fue elegida alcaldesa de Masquefa.
En diciembre de 2003 sustituyó en su escaño a Antoni Castells, escogido diputado al parlamento de Cataluña en las elecciones del Parlamento de Cataluña de 2003. Y en 2007 sustituyó en su escaño a Jordi William Carnes en las elecciones en el Parlamento de Cataluña de 2006. De 2007 a 2010 fue secretaria de Mesa de la Comisión de la Sindicatura de Cuentas del Parlamento de Cataluña.